# Oronzio De Nora
Oronzio De Nora (Altamura, 19 marzo 1899 – Milano, 11 giugno 1995) è stato un imprenditore e ingegnere elettrotecnico italiano, fondatore delle Industrie De Nora e inventore dell'Amuchina.

## Biografia

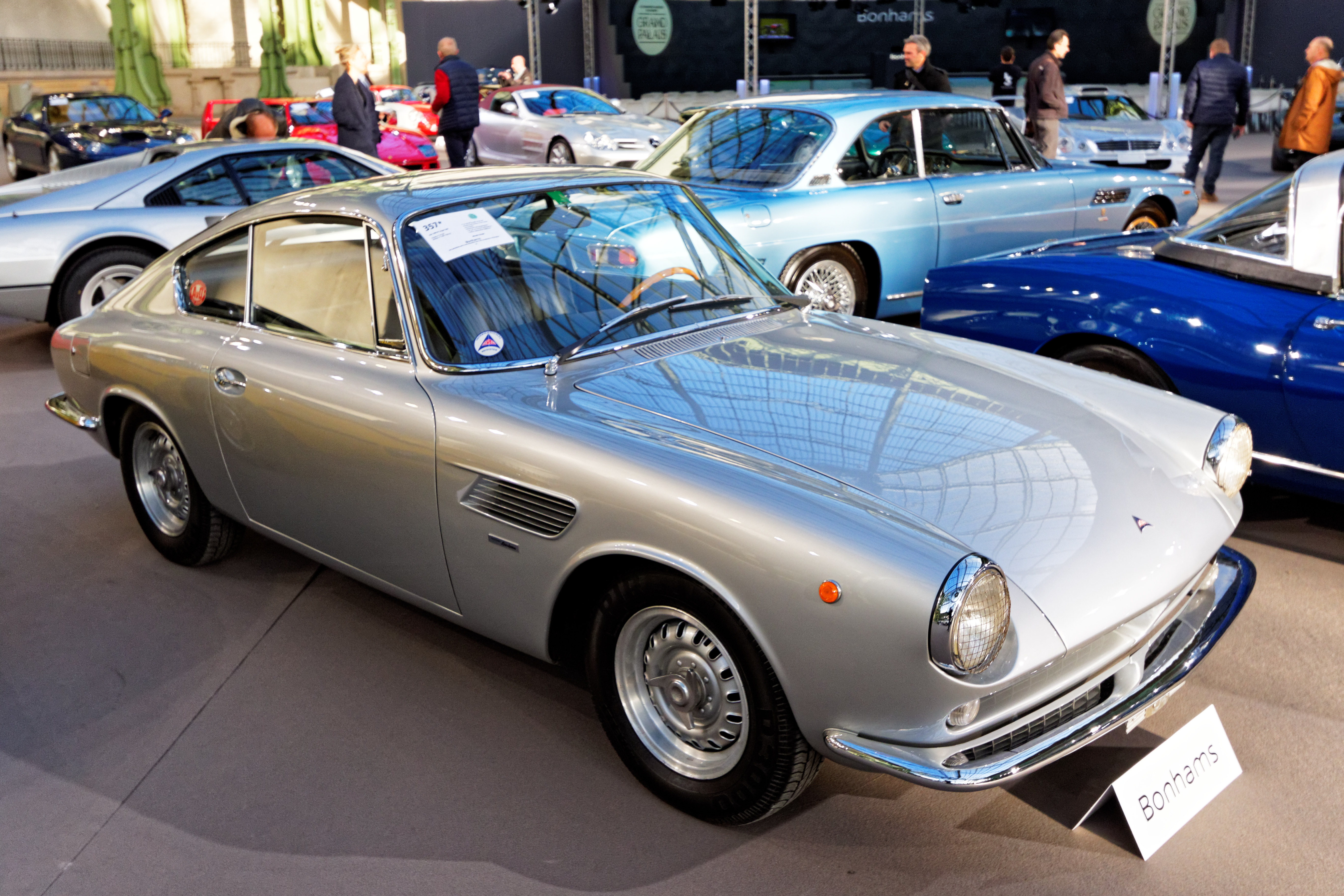
ASA 1000 GT

Figlio di Michele, ingegnere civile esperto di ferrovia e responsabile dell'acquedotto di Altamura, e di Elvira Colonna, era fratello maggiore di Vittorio, altro ingegnere elettrochimico.
Dopo gli studi nella sua città natale si trasferì a Milano. Giovanissimo partecipò alla prima guerra mondiale venendo decorato con una Croce di guerra solo il 2 giugno 1974, nel 1922 si laureò in ingegneria elettrotecnica al Politecnico di Milano. La sua tesi era incentrata  sull'elettrolisi dei cloruri alcalini, il settore in cui si affermò nel mondo. Aprì un laboratorio nei pressi della Stazione centrale di Milano, e nel 1923 fondò la Industrie De Nora divenendo il pioniere della realizzazione di impianti per la produzione di cloro e soda caustica.
Nel 1923 brevettò in Germania l'Amuchina, un potente antibatterico ottenuto dall'ipoclorito di sodio diluito in acqua.
Dal 1961 al 1969 fu a capo dell'ASA che realizzo l'ASA 1000 GT sviluppata dagli ingegneri Ferrari alla fine degli anni cinquanta.

## Vita privata
Era sposato con Linda Tagliatella e padre di un figlio, Niccolò.